# Щамалы
Щама́лы (чув. Ҫамал) — деревня в Мариинско-Посадском муниципальном округе Чувашской Республики России. Входила с 2004 до 2023 гг в состав Аксаринского сельского поселения. С 2023 года входит в Аксаринский территориальный отдел.

## География
Деревня находится в северо-восточной части Чувашии, в пределах Чувашского плато, в зоне хвойно-широколиственных лесов, на правом берегу реки Кинерки, на расстоянии примерно 25 километров (по прямой) к юго-востоку от города Мариинский Посад, административного центра района. Абсолютная высота — 98 метров над уровнем моря.

### Часовой пояс
Деревня Щамалы, как и вся Чувашия, находится в часовой зоне МСК (московское время). Смещение применяемого времени относительно UTC составляет +3:00.

## Население
| 2010 | 2012 |
| ---- | ---- |
| 56   | ↘51  |

### Половой состав
По данным Всероссийской переписи населения 2010 года в гендерной структуре населения мужчины составляли 51,8 %, женщины — соответственно 48,2 %.

### Национальный состав
Согласно результатам переписи 2002 года, в национальной структуре населения чуваши составляли 97 % из 71 чел.